# Planet of Evil
Planet of Evil (La Planète Diabolique) est le quatre-vingt-et-unième épisode de la première série de la série télévisée britannique de science-fiction Doctor Who. Il fut originellement diffusé en quatre parties, du 27 septembre au 18 octobre 1975.

## Accroche
Le Docteur et Sarah atterrissent sur une planète jungle où une équipe de scientifiques semblent être attaqués par une mystérieuse force invisible.

## Distribution
- Tom Baker (VF : Jacques Ferrière) : Le Docteur
- Elisabeth Sladen (VF : Catherine Lafond) : Sarah Jane Smith
- Frederick Jaeger : Sorenson
- Ewen Solon (VF : Michel Gatineau) : Vishinsky
- Prentis Hancock (VF : Yves-Marie Maurin) :  Salamar
- Graham Weston : De Haan
- Louis Mahoney : Ponti
- Michael Wisher : Morelli
- Terence Brook : Braun
- Tony McEwan : Baldwin
- Haydn Wood : O'Hara
- Melvyn Bedford : Reig

## Résumé
Ayant raté l'utilisation de son TARDIS le Docteur et Sarah se retrouvent projetés en l'an 30.000 et captent un signal de détresse sur la planète Zeta Minor. Ils tombent sur le professeur Sorenson, un scientifique dont l'équipe semble s'être faite décimée par un mal étrange, puis sur l'équipe de sauvetage venue de Morestra. Leur chef, Salamar pense que le Docteur et Sarah sont les coupables.
Après avoir été interrogés et condamnés à la peine capitale, ils seront néanmoins disculpés après qu'une étrange créature faite d'antimatière  eût fait son apparition. Celle-ci est attirée par les échantillons d'antimatière que Sorenson a trouvé au fond des cratères et qui pourraient constituer une nouvelle source de chaleur pour leur soleil mourant. Le vaisseau ne peut partir car ces échantillons agissent comme une interface entre l'univers matériel où ils se trouvent et le monde d'antimatière de la créature.
Après une visite dans le puits d'anti-matière, le Docteur demande que l'équipage se débarrasse des échantillons, seul moyen pour eux de repartir. Mais, peu de temps après le décollage, Sorenson, commençant à ingérer de l'antimatière est pris d'un état de démence, se met à tuer des membres de l'équipage. Salamar, soupçonnant toujours le Docteur et Sarah, est prêt à les larguer dans l'espace.
Le meurtre d'un autre membre de l'équipage arrête le processus. Le Docteur découvre que Sorenson devient un être d'antimatière et tente de le raisonner. Une querelle éclate entre Salamar et Vishinsky son second, dans laquelle Salamar tuera l'un de ses hommes d'équipage avant de tirer sur Sorenson, démultipliant ses pouvoirs et amenant l'augmentation d'êtres d'antimatière dans le vaisseau. Le Docteur amène Sorenson dans le TARDIS et le ramène au puits d'antimatière sur la planète Zeta Minor ce qui a pour effet de le soigner. Il ramène le professeur, amnésique dans le vaisseau, qui peut dorénavant repartir et s'en va avec Sarah Jane à bord du TARDIS.

### Continuité
- Cet épisode se déroule directement après les événements de l'épisode précédent, Sarah demandant au Docteur pourquoi il ne l'a pas ramenée à Londres après leur voyage au Loch Ness.
- L'épisode montre un des rares passage de la série où le Docteur utilise une arme à feu. Dans l'épisode suivant il affirmera même ne jamais en utiliser.
- Le Docteur cite Roméo & Juliette et dit avoir rencontré Shakespeare, ce qui entre en contradiction avec sa rencontre avec lui dans « Peines d'amour gagnées » (2007)
- Dans « L'École des retrouvailles » Sarah Jane Smith explique à Rose Tyler avoir combattue des créatures d'antimatière.
- L'intérieur du TARDIS a été légèrement redécoré depuis « Death to the Daleks. »

## Production

### Scénarisation
L'idée de cet épisode est venue d'une volonté du décorateur Roger Murray-Leach de recréer un environnement de planète totalement extraterrestre. En effet, en planifiant la nouvelle saison, le producteur Philip Hinchcliffe et le script-editor (responsable des scénarios) de la série, Robert Holmes estimaient que le Docteur avait passé beaucoup trop de temps sur Terre dans les dernières saisons. Hinchcliffe proposa de s'inspirer du scénario du film de 1956 Planète interdite en montrant non pas le côté sombre de l'esprit scientifique mais celui d'une planète, tandis que Holmes souhaitait quelque chose s'approchant du roman de Robert Louis Stevenson de 1886, L'Étrange Cas du docteur Jekyll et de M. Hyde.
Ils proposèrent leurs idées au scénariste Louis Marks, auteur des épisodes « Planet of Giants » (1964) et « Day of the Daleks » (1972). Afin de s'opposer au monde de Planète interdite, il fut décidé que l'univers de l'épisode se passerait sur une planète jungle. La lecture d'un livre sur l'antimatière poussera Marks à rajouter cette substance dans le scénario et Hinchcliffe souhaitant que la série s'éloigne des monstres en caoutchouc comme les Zygons (un épisode qui avait été planifié par ses prédécesseurs) et proposa l'idée d'avoir trois monstres : Sorenson déformé, les créatures d'antimatière et la planète elle-même, agissant comme une entité par la somme des créatures qui la structure. Le script reçu son nom définitif de "Planet of Evil" le 19 mai 1975.
À l'origine le corps de Sorenson ne devait pas réapparaître après être jeté dans le puits, mais Hinchcliffe estimait qu'il s'agissait d'une fin trop négative pour un personnage qui, au départ, était bien intentionné. Holmes changera le script de sorte que Sorenson survive.

### Casting
- Prentis Hancock jouera le rôle d'un autre capitaine de vaisseau spatial, Paul Morrow, dans la série concurrente de Doctor Who, Cosmos 1999. Il avait aussi joué dans « Spearhead from Space », « Planet of the Daleks » et jouera dans « The Ribos Operation ».
- C'est la dernière fois que Michael Wisher (Morelli) joue dans un épisode de Doctor Who. Principalement connu pour avoir joué le rôle de Davros dans « La genèse des Daleks » Wisher a fait des voix off, dont celles des Daleks dans « The Seeds of Death » (1969) « Frontier in Space » (1973), « Planet of the Daleks » (1973) et « Death to the Daleks. » (1974). Il a aussi effectué des rôles dans les épisodes « The Ambassadors of Death » (1970)  « Terror of the Autons » (1971) « Carnival of Monsters » (1973) et « Revenge of the Cybermen » (1975)
- Frederick Jaegar (Sorenson) et Ewen Solon (Vishinsky) avaient joué tous deux dans l'épisode « The Savages ».

### Tournage
Le réalisateur engagé pour cet épisode fut David Maloney, un habitué de la série, qui avait tourné « La genèse des Daleks » l'année précédente. Le tournage de l'épisode eu lieu après celui de « Pyramids of Mars » pour des raisons logistiques.
Le tournage débuta du 11 au 13 juin 1975 dans les studios d'Ealing de la BBC par les scènes de Jungle. L'épisode n'ayant aucune scène devant être tournée à l'extérieur, Roger Murray-Leach eu la liberté de construire un décor à sa convenance et le décor de jungle fut photographiée par le service de presse de la BBC afin de montrer la qualité de travail que leur entreprise pouvait effectuer. Toutefois ce décor ne permettait pas aux ingénieurs du son de déployer leurs perches et la plupart des dialogues furent doublés en post-production.
Les scènes de maquettes furent filmées le 14 juin. Les tournages en studio eurent lieu du 30 juin au 1er juillet 1975 au studio 6 du Centre Televisuel de la BBC pour l'enregistrement des parties 1 et 2 ainsi que les 14 et 15 juillet, au studio 3, pour l'enregistrement des parties 3 et 4 et des scènes se déroulant dans le TARDIS.
La cabine du capitaine du vaisseau fut réutilisée à la saison suivante dans l'épisode « The Robots of Death ».

## Diffusion et réception
| Épisode | Date de diffusion | Durée | Téléspectateurs en millions | Archives            |
| --- | ----------------- | ----- | --------------------------- | ------------------- |
| Épisode 1 | 27 septembre 1975 | 24:02 | 10,4                        | Bandes couleurs PAL |
| Épisode 2 | 4 octobre 1975    | 22:30 | 9,9                         | Bandes couleurs PAL |
| Épisode 3 | 11 octobre 1975   | 23:50 | 9,1                         | Bandes couleurs PAL |
| Épisode 4 | 18 octobre 1975   | 23:43 | 10,1                        | Bandes couleurs PAL |
| Diffusé en quatre parties du 27 septembre au 18 octobre 1975, l'épisode fit un score d'audience assez contrasté. |                   |       |                             |                     |

Selon les rapports de la BBC de l'épisode fut bien reçu par les téléspectateurs au moment de sa sortie, le trouvant suffisamment effrayant et divertissant pour toute la famille.
L'épisode fut diffusé en français les samedi et dimanche à 6h30 sur TF1 du 4 juin 1989 au 17 juin 1989 sous le titre de La Planète Diabolique,.

### Critiques
En 1995 dans le livre "Doctor Who : The Discontinuity Guide", Paul Cornell, Martin Day, et Keith Topping estiment que cet épisode a mal vieilli. "Pour un enfant de huit ans cet épisode est le plus terrifiant de "Doctor Who". Maintenant il semble simplement rebâcher les thèmes classiques de la SF. C'est malheureux que le décors de jungle contraste autant avec la pauvreté minimaliste du vaisseau des Merestriens." Les auteurs de "Doctor Who : The Television Companion" (1998) trouvent que Planet of Evil est une "histoire délicieusement horrible" et les éléments repris de Docteur Jekyll et Mr. Hyde donnent du panache à l'épisode. Loin de se plaindre d'un manque d'originalité, ils détaillent toutes les sources de science fiction reprisent par les auteurs. Ils saluent les décors de jungle, le talent d'acteur de Frederick Jaeger et Ewen Solon mais critique le jeu pauvre de Prentis Hancock dans le personnage de Salamar.
En 2010, Patrick Mulkern de Radio Times trouve que cet épisode respire l'originalité et il salue particulièrement les décors de jungle, la réalisation de David Maloney et le jeu d'acteur de Tom Baker.

## Novélisation
L'épisode fut novélisé sous le titre Doctor Who and the Planet of Evil par Terrance Dicks et publié en août 1977. Il porte le numéro 47 de la collection Doctor Who des éditions Target Book. Aucune traduction n'est disponible à ce jour.

## Éditions commerciales
L'épisode n'a jamais été édité en français, mais a connu plusieurs éditions au Royaume-Uni et dans les pays anglophones.
- L'épisode sortit en VHS en janvier 1994.
- L'épisode eu droit à une sortie en DVD le 15 octobre 2007. Celle-ci fut rééditée le 8 août 2012 dans la collection Doctor Who DVD Files La version DVD offre en bonus, les commentaires par Tom Baker, Elisabeth Sladen, Philip Hinchcliffe et Prentis Hancock, un documentaire making-off sur l'épisode, un documentaire sur les acteurs de la série, des scènes de répétitions et d'autres bonus.